# Свайнсон, Исаак
Исаак Свайнсон (англ. Isaac Swainson, 1746 — 1812) — известен своим ботаническим садом, который в значительной степени финансировался за счёт доходов от лекарственных трав для лечения венерических болезней. За свою коммерческую деятельность в последней области его называли «радикальным шарлатаном». Он был родственником Уильяма Джона Свенсона, зоолога, и Чарльза Свайнсона (натуралиста). Его именем назван род растений. Недавно вышла его биография.

## Овощной сироп Велноса
Свайнсон переехал в Лондон, где работал ассистентом доктора Мерсье на Фрит-стрит, Сохо, где и поселился. Позже он приобрёл у Мерсье рецепт запатентованного лекарства под названием «Овощной сироп Велноса», названного в честь Вержери де Велноса. Это было одно из многих лекарств от венерических болезней, основанное на растениях, а не на ртути, которая токсична. Бренд стал хорошо известен, и Свайнсон, по общему мнению, зарабатывал до 5000 фунтов стерлингов в год на его продажах. В дополнение к излечению венерических заболеваний, включая «оспу» и «французскую болезнь», утверждалось, что он излечивает проказу, подагру, золотуху, водянку, оспу, чахотку, ленточных глистов, рак, цингу и диарею.
Свайнсон также изучал традиционную медицину того времени и получил степень доктора медицины в 1785 году. Нет никаких записей о его последующем избрании в Королевский колледж врачей.

## Пустынный горох Стерта
В честь Свайнсона получил название род растений Swainsona, которое теперь известно как эмблема Южной Австралии. Его обычное название — горох пустыни Стерта.

## Публикации
- Directions for the use of Velnos' Vegetable Syrup (1790)
- An Account of Cures by Velnos' Vegetable Syrup (1792)